# Nyctemera homologa
Nyctemera homologa är en fjärilsart som beskrevs av Adalbert Seitz 1915. Nyctemera homologa ingår i släktet Nyctemera och familjen björnspinnare. Inga underarter finns listade i Catalogue of Life.